# Новочебоксарський міський округ
Новочебокса́рський міський округ (рос. Новочебоксарский городской округ) — адміністративна одиниця Чувашії Російської Федерації.
Адміністративний центр — місто Новочебоксарськ.

## Населення
Населення округу становить 127099 осіб (2019, 124392 у 2010, 126210 у 2002).

## Склад
До складу округу входять такі населені пункти:
| Населений пункт        | Населення, осіб (2002) | Населення, осіб (2010) |
| ---------------------- | ---------------------- | ---------------------- |
| Банново, присілок      | 0                      | -                      |
| Іваново, присілок      | 0                      | -                      |
| Ольдеєво, присілок     | 353                    | 295                    |
| Новочебоксарськ, місто | 125857                 | 124097                 |